# Choi Eun-sook
Choi Eun-sook (kor. 최은숙, ur. 28 lutego 1986 w Gwangju) – koreańska szpadzistka, srebrna medalistka olimpijska.
Na igrzyskach olimpijskich w Londynie w 2012 roku Koreanki w składzie: Shin A-lam, Jung Hyo-jung, Choi In-jeong i Choi Eun-sook wywalczyły drużynowo srebrny medal. Na rozgrywanych cztery lata później igrzyskach olimpijskich w Rio de Janeiro była szósta w tej konkurencji. W obu przypadkach nie startowała w zawodach indywidualnych. 
Zdobyła też srebrne medale w rywalizacji drużynowej na igrzyskach azjatyckich w Doha (2006) oraz na igrzyskach azjatyckich w Inczon (2014).
Ponadto kilkukrotnie zdobywała medale mistrzostw Azji, w tym złote drużynowo na mistrzostwach Azji w Singapurze (2015) i mistrzostwach Azji w Wuxi (2016).